# Лапоткова
Лапо́ткова (рос. Лапоткова) — присілок у складі Гаринського міського округу Свердловської області.
Населення — 4 особи (2010, 39 у 2002).
Національний склад населення станом на 2002 рік: росіяни — 92 %.
16 травня 2008 року присілок майже повністю згорів.